# Tetragonochora
Tetragonochora is een geslacht van insecten uit de orde vliesvleugeligen (Hymenoptera) en de familie Ichneumonidae.

## Soorten
- T. abdominalis Morley, 1915
- T. annulata (Brulle, 1846)
- T. bimaculata (Spinola, 1851)
- T. brasiliensis Szepligeti, 1900
- T. calumniator (Fabricius, 1804)
- T. discifera Kriechbaumer, 1898
- T. flavonigra Kriechbaumer, 1898
- T. maculicollis (Cameron, 1885)
- T. melanopyga (Brulle, 1846)
- T. metzii Kriechbaumer, 1898
- T. rufa (Cameron, 1911)
- T. solabilis (Cameron, 1885)
- T. tarsalis Morley, 1915
- T. theronioides Morley, 1915